# Laurin & Klement BS
Laurin & Klement Typ BS — двомісна модель австро-угорської компанії Laurin & Klement з Богемії. Була продовженням моделі Laurin & Klement Typ B. Виготовлялась найдовше з усіх довоєнних моделей впродовж 1908–1915 років.
Машина отримала традиційне компонування — передньомоторна, задньопривідна. На неї встановили 2-циліндровий мотор рідинне охолодження об'ємом 1399 см³ (90,0 мм × 110,0 мм) при потужності 10 к.с. при витраті 8 л на 100 км. Привід на жорстку задню вісь здійснював карданний вал. Автомашина розвивала до 50-60 км/год. Рама складалась з гнутих стальних U-подібних профілів.